# تروریست دوست داشتنی
تروریست دوست‌داشتنی (انگلیسی: The Good Terrorist) کتابی است از دوریس لسینگ که در سپتامبر سال ۱۹۸۵ میلادی توسط انتشارات آلفرد ای. کناف منتشر گردید.